# Rozsah projektu
Rozsah projektu, nazývaný také předmět plnění, je pojem používaný v projektovém managementu. Znamená souhrn všech dodávaných výstupů, jejichž vytvoření podmiňuje skutečnost, že produkt, nebo služba realizovaná projektem bude dodána se všemi specifikovanými funkcemi a vlastnostmi.
Rozsah projektu stanovuje hranice jednak u projektu, ale i u programu. Definuje tedy prostor jejich zájmu, předmět plnění, obsah, nebo rozsah, respektive souhrn všeho uvedeného. Nepřesnost jednoznačného vyjádření vede k častému použití anglického pojmu „scope“, nebo v plném znění „project/program scope“.

## Význam rozsahu projektu
Pochopení a správná práce s rozsahem projektu a jeho řízení je důležitým aspektem projektového managementu. Rozsah projektu tvoří jedno ze tří základních omezení projektu dané v projektovém trojimperativu.
Dle metodiky PMBOK používané organizací Project Management Institute je řízení rozsahu projektu jednou z deseti znalostních oblastí projektového managementu.
V současnosti je mnoho projektů charakterizováno nejen nejistotou cesty, tedy procesem dosažení, ale i nejistotou výsledků. Stabilní jsou především klíčové dodávky projektu. Správný popis a porozumění rozsahu projektu a programu vede k tomu, že zainteresované strany chápou dobře a stejně co má být uděláno. Rozsah projektu je potom předmětem dialogu mezi dodavateli a odběrateli při všech dodávkách. Řízení projektu a nebo programu vedené předmětem plnění je vhodnější než soustředění se na jiné aspekty, jako je například harmonogram projektu a jeho plnění.

## Popis rozsahu projektu
Pro popis rozsahu projektu je používán hierarchický stromový rozklad. Tento rozklad je v různých pramenech nazývám různě. Nejobvyklejší je název WBS, ale je používán například i název Scope breakdown structure.

## Odlišení projektu od programu
Definice nabízené standardy PMI, IPMA nebo normou ISO 21500 nabízí definice programů a projektů. V praxi může být odlišení komplexních projektů a programů podle těchto definic nejednoznačné. Rozsah projektu (scope) nabízí jednoznačnější odlišení. Pro toto rozlišení jsou rozhoducící klíčové dodávky. Klíčovými dodávkami se rozumí dodávky na první úrovni rozkladu předmětu plnění projektu ve WBS. První úroveň rozkladu cíle je ve WBS u projektu pevná, zatímco první úroveň rozkladu cíle programu je variabilní. 